# Ignacio Coca García
Ignacio Coca García-Gascón ( 1914 - Madrid, 26 de junio de 1986) fue un banquero español. 

## Biografía
Fue presidente del Banco Coca, hasta que esta entidad financiera fue absorbida por Banesto en 1978. Heredó el banco de su padre, el financiero Julián Coca Gascón que creó la entidad en 1934 y fue el presidente hasta su fallecimiento en 1955. Durante el periodo en que Ignacio Coca fue presidente del banco, varios de sus hermanos formaban parte del consejo de administración de la entidad. Tuvo importantes relaciones con algunas de las personalidades políticas más importantes de su época como José Antonio Girón de Velasco y el Marqués de Villaverde. En marzo de 1986 fue condenado por la Audiencia Provincial de Madrid a un año de prisión y 45 000 pesetas de multa por un delito de falsedad de documentos realizada mediante revalorización de activos en los meses previos a la compra del Banco Coca por Banesto. El fallecimiento se produjo por un disparo con arma de fuego como consecuencia de suicidio.